# 駐瑞士臺北文化經濟代表團日內瓦辦事處
駐瑞士臺北文化經濟代表團日內瓦辦事處（法語：Bureau de Genève, Délégation Culturelle et Économique de Taipei），亦稱駐日內瓦辦事處，是中華民國政府派駐瑞士聯邦第2大城、日內瓦州首府日内瓦的代表機構。
辦事處於1997年12月16日設立，負責推動臺灣與日內瓦之間的經貿、文化、教育等各層面的雙邊關係，亦負責觀察駐日內瓦的國際組織其運作與聯繫，以及辦理護照、簽證、文件證明等领事相關業務，並提供僑民服務與旅外國人急難救助，功能等同邦交國的總領事館。領事轄區為日內瓦州、沃州、納沙泰爾州、瓦莱州等瑞士法語區。

## 歷任處長
| 姓名   | 到任       | 離任       | 外交銜級 對外名義 | 外交職務 本職職務 | 備註               | 備註 |
| ------ | ---------- | ---------- | ----------------- | ----------------- | ------------------ | ---- |
| 呂慶龍 | 1998年     | 2000年12月 | 處長              | 處長              | 籌備設立、首任處長 |      |
| 董國猷 | 2000年12月 | 2003年4月  | 處長              | 處長              |                    |      |
| 沈呂巡 | 2003年4月  | 2008年12月 | 處長              | 處長              |                    |      |
| 謝武樵 | 2008年12月 | 2012年8月  | 處長              | 處長              |                    |      |
| 俞大㵢 | 2012年9月  | 2015年10月 | 處長              | 總領事 大使       | [ 註 1 ]           |      |
| 易志成 | 2015年10月 | 2017年2月  | 處長              | 總領事            |                    |      |
| 陳龍錦 | 2017年2月  | 2018年7月  | 處長              | 總領事            |                    |      |
| 王良玉 | 2018年7月  | 2021年1月  | 處長              | 總領事 大使       |                    |      |
| 蘇瑩君 | 2021年1月  | 2024年11月 | 處長              | 大使              |                    |      |
| 李冠德 | 2024年12月 | 現任       | 處長              | 大使              |                    |      |

## 外部連結
- 駐瑞士臺北文化經濟代表團日內瓦辦事處的Facebook、Twitter